# Cantone di Châteaugiron
Il Cantone di Châteaugiron è una divisione amministrativa dell'arrondissement di Fougères-Vitré e  dell'arrondissement di Rennes.
A seguito della riforma approvata con decreto del 18 febbraio 2014, che ha avuto attuazione dopo le elezioni dipartimentali del 2015, è passato da 9 a 14 comuni.

## Composizione
I 9 comuni facenti parte prima della riforma del 2014 erano:
- Brécé
- Chancé
- Châteaugiron
- Domloup
- Nouvoitou
- Noyal-sur-Vilaine
- Saint-Armel
- Saint-Aubin-du-Pavail
- Servon-sur-Vilaine

Dal 2015 i comuni appartenenti al cantone sono i seguenti 14:
- Boistrudan
- Chancé
- Châteaubourg
- Châteaugiron
- Domagné
- Domloup
- Louvigné-de-Bais
- Noyal-sur-Vilaine
- Ossé
- Piré-sur-Seiche
- Saint-Aubin-du-Pavail
- Saint-Didier
- Saint-Jean-sur-Vilaine
- Servon-sur-Vilaine